# Mysmena spirala
Espèce
Mysmena spirala est une espèce d'araignées aranéomorphes de la famille des Mysmenidae.

## Distribution
Cette espèce est endémique de Hainan en Chine,.

## Description
Le mâle holotype mesure 0,71 mm et la femelle paratype 0,92 mm, les mâles mesurent de 0,68 à 0,75 mm et les femelles de 0,87 à 1,14 mm.

## Publication originale
- Lin & Li, 2008 : Mysmenid spiders of China (Araneae: Mysmenidae). Annales zoologici, vol. 58, p. 487-520.